# Zopowy
Zopowy (niem. Soppau) – wieś w Polsce położona w województwie opolskim, w powiecie głubczyckim, w gminie Głubczyce, na Płaskowyżu Głubczyckim u podnóża południowo-wschodniej części Gór Opawskich.
W latach 1975–1998 miejscowość administracyjnie należała do ówczesnego województwa opolskiego.

## Położenie
Wioska znajduje się w Obszarze Chronionego Krajobrazu Rejon Mokre - Lewice. Leży na terenie Nadleśnictwa Prudnik (obręb Prudnik).

## Osoby urodzone w Zopowach
Gustav Adolf Boenisch (1802 - 1887), malarz

## Zabytki
Do wojewódzkiego rejestru zabytków wpisane są:
- kościół filialny pw. św. Michała Archanioła, z 1613 r.-XX w.
- dwór, z 1760 r., 1853 r.

## Bezpieczeństwo
We wsi znajduje się jednostka ochotniczej straży pożarnej. OSP Zopowy wchodzi w skład Kompanii Gaśniczej „Prudnik”.